# Moritz Delfs

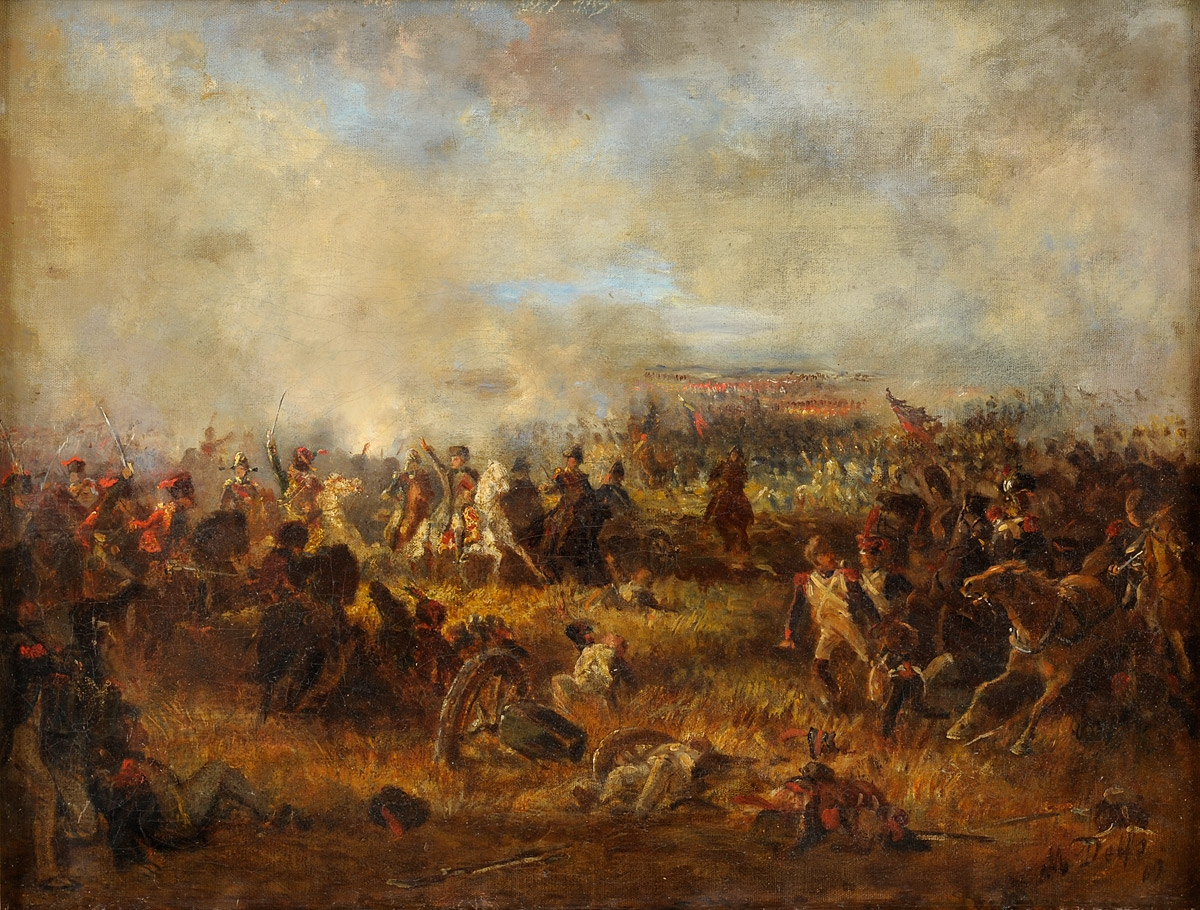
Napoleonische Schlachtenszene (1869), aus dem Kunsthandel

Moritz Delfs (* 18. April 1823 in Segeberg; † 28. Dezember 1906 in Hamburg) war ein deutscher Maler, Lithograph und Illustrator.

## Leben
Der Sohn des Kantors in Segeberg erlernte auf Wunsch des Vaters zunächst den Lehrerberuf. Sein älterer Bruder, der als Lehrer und Organist in Ottensen angestellt war, setzte es beim Vater durch, dass Moritz Delfs von 1845 bis 1847 bei Otto Speckter in Altona einer Ausbildung zum Lithografen absolvierte. 1848 ging Delfs nach Wien. Dort studierte er an der Akademie der vereinigten bildenden Künste bei Carl Grethofer, brach allerdings das Studium aufgrund der Teilnahme am Ersten Schleswig-Holsteinischen Krieg ab, den er in zahlreichen Zeichnungen und Gemälden dokumentierte. 1852/53 ging er einem Studium an der Königlichen Akademie der Schönen Künste in Antwerpen nach, wo er Wilhelm Busch begegnete und porträtierte. 1853 war er in Paris und kopierte u. a. nach Werken von Horace Vernet und Hippolyte Bellangé. 1854/55 war Delfs als Tier- und Landschaftsmaler in Hamburg tätig, bevor er 1856 erneut nach Paris ging. Er studierte dort bei Constant Troyon im Wald von Fontainebleau. Ab 1860 war er in Hamburg Zeichenlehrer, u. a. an der Privatschule von Konrad Schleiden. Zu seinen Schülern zählten der spätere Neurologe Max Nonne und der Kunsthistoriker Adolph Goldschmidt. Des Weiteren lieferte er Illustrationen für die Leipziger Illustrierte Zeitung. Nach 1863 oblag ihm der Vorsitz des Hamburger Künstlervereins von 1832.

## Werke
- Selbstbildnis, Lithografie, 1847, Hamburger Kunsthalle
- Ritter Bock von Schlanstedt entführt Gräfin Oda von Falkenstein, Öl auf Leinwand, Schloß Wernigerode
- Reitende Artillerie vor dem Gefecht (Kolding 1849), Schleswig-Holsteinische Landesbibliothek Kiel
- Gefecht bei dem Dorfe Gudsoe am 7. Mai 1849, Öl auf Leinwand, Altonaer Museum Hamburg
- ca. 25 Zeichnungen aus dem deutsch-dänischen Krieg von 1848–1851 im Altonaer Museum Hamburg
- Porträt Wilhelm Busch, Zeichnung, um 1852, Wilhelm-Busch-Museum Hannover
- Teilkopien aus der Passage de troupes françaises dans les Pyrénées nach Hippolyte Bellangé, 1853, Verbleib unbekannt (Hamburg, SUB c)
- Landschaft, Kopie nach Karl Bodmer, 1853, Verbleib unbekannt (ebd.) 53
- Viehweide bei Kellinghusen, Öl auf Leinwand, 1861, Heimatmuseum Kellinghusen
- Gefechtsszene, 1869, Öl auf Leinwand. Kunsthalle zu Kiel
- Auszug der Gefangenen aus Metz, Öl auf Leinwand, Hamburger Kunsthalle